# Spoorlijn Ermont-Eaubonne - Valmondois
De Spoorlijn Ermont-Eaubonne - Valmondois is een Franse spoorlijn van Ermont en Eaubonne naar Valmondois. De lijn is 15,6 km lang en heeft als lijnnummer 328 000.

## Geschiedenis
De lijn werd aangelegd door de Compagnie des chemins de fer du Nord en geopend op 26 augustus 1876.

## Treindiensten
De SNCF verzorgt het personenvervoer op dit traject met Transilien treinen.
| Serie   | Treinsoort        | Route | Bijzonderheden |
| ------- | ----------------- | --- | -------------- |
| Trans H | Transilien (SNCF) | [ Paris-Nord – Épinay - Villetaneuse – [ Montsoult - Maffliers – [ Luzarches ] / [ Persan - Beaumont ] ] / [ Ermont - Eaubonne – [ Pontoise ] / [ Persan - Beaumont ] ] ] / [ Pontoise – Valmondois – Persan - Beaumont – Creil ] |                |

## Aansluitingen
In de volgende plaatsen is of was er een aansluiting op de volgende spoorlijnen:
Ermont-Eaubonne
RFN 330 000, spoorlijn tussen Saint-Denis en Dieppe
RFN 334 900, spoorlijn tussen Paris-Saint-Lazare en Ermont-Eaubonne
RFN 962 000, spoorlijn Ermont-Eaubonne en Champ-de-Mars
Valmondois
RFN 329 000, spoorlijn tussen Pierrelaye en Creil

## Elektrische tractie
De lijn werd in 1970 geëlektrificeerd met een spanning van 25.000 volt 50 Hz. 

## Galerij

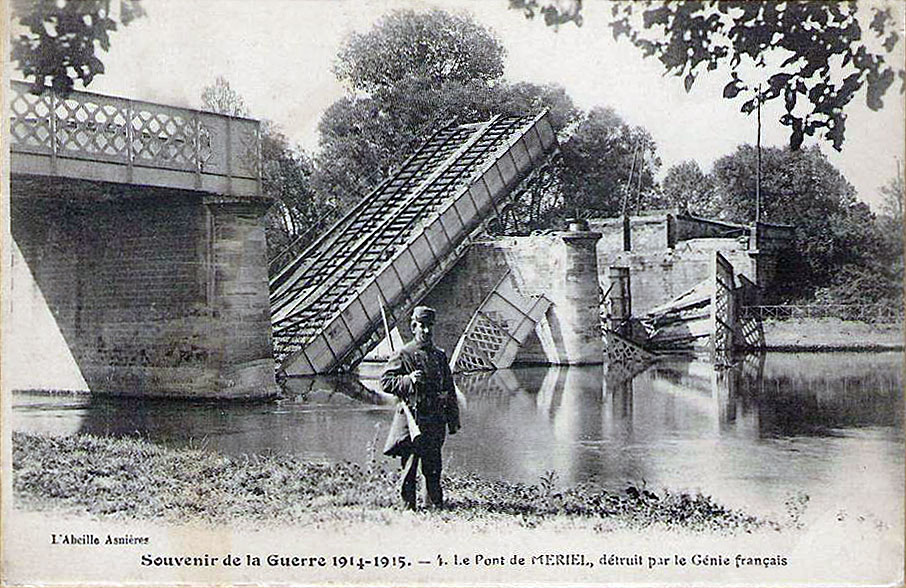
Spoorbrug over de Oise in 1914
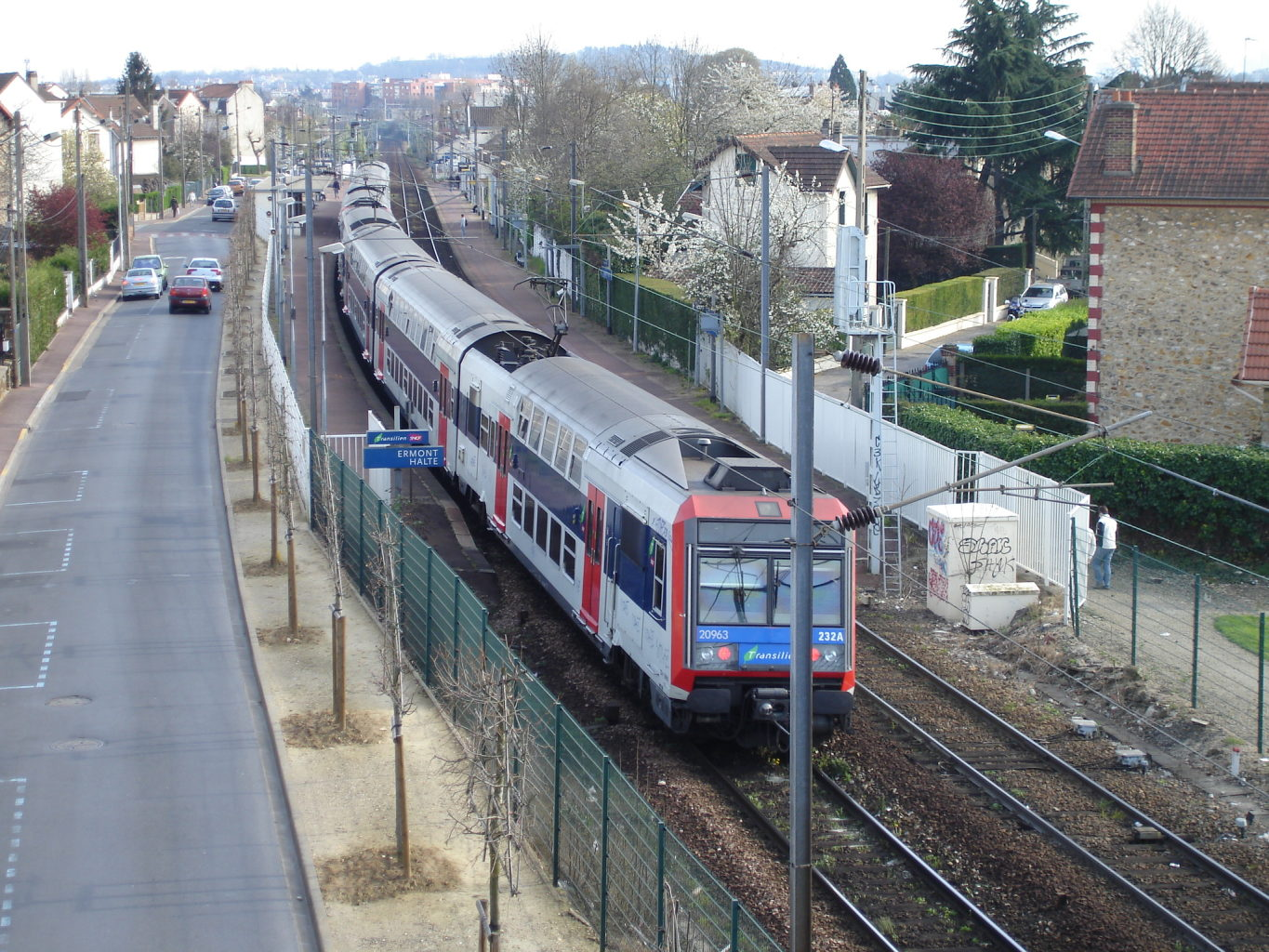
Station Ermont halte
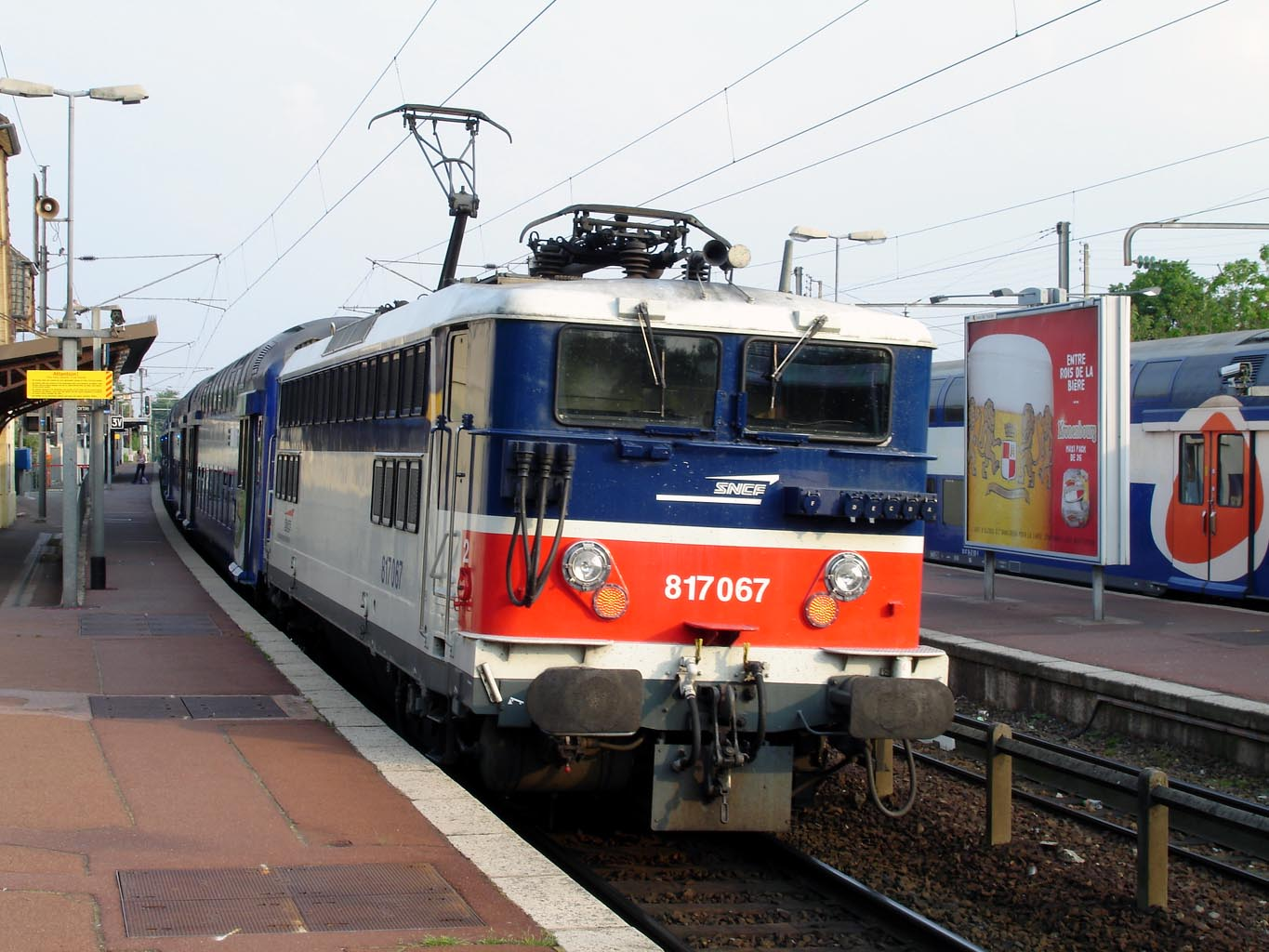
Station Saint-Leu-la-Forêt
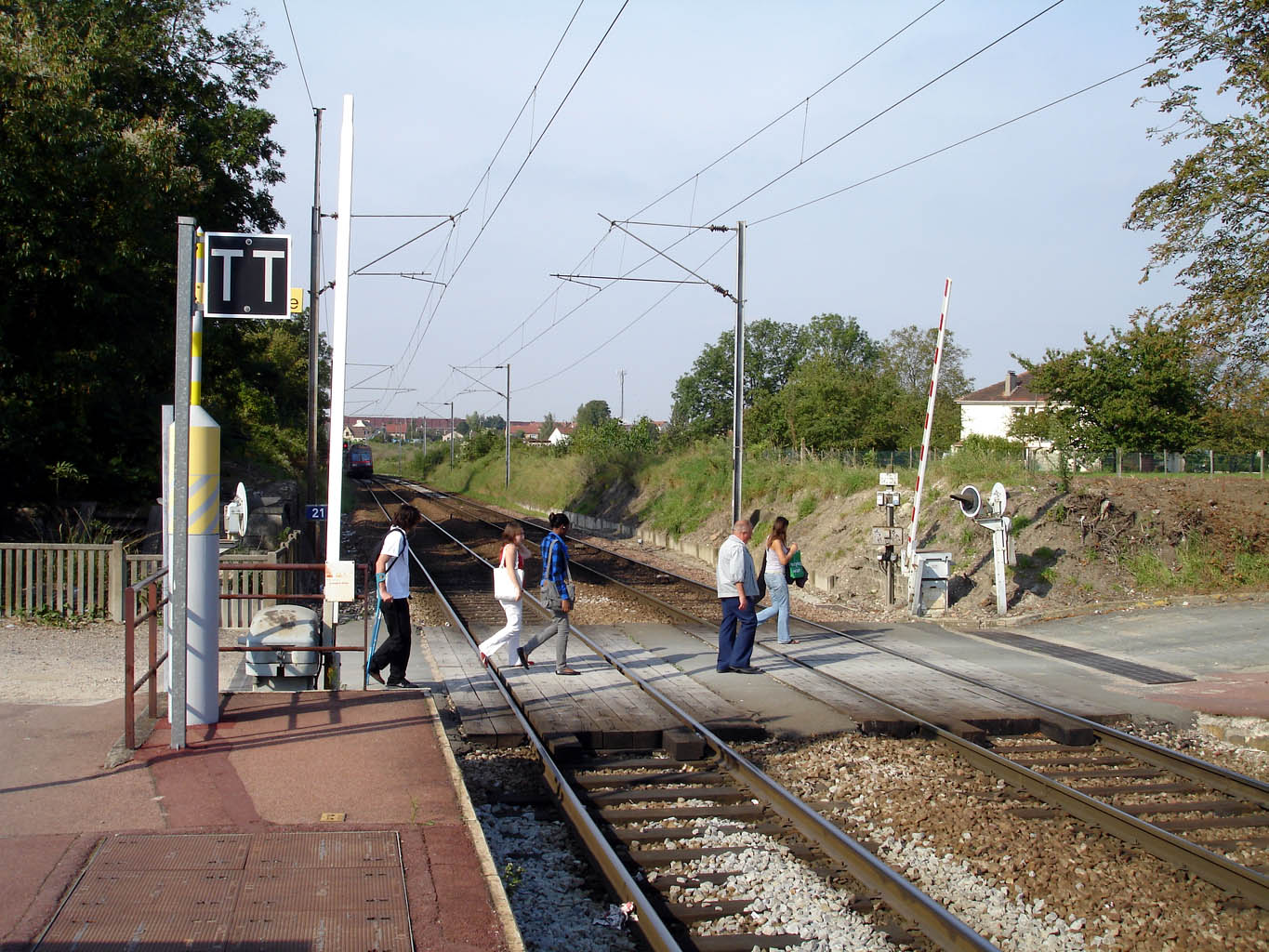
Station Frepillon